# Battaglia di Ouessant (1778)
La battaglia di Ouessant, anche detta battaglia di Ushant, venne combattuta il 27 luglio 1778 nelle acque dell'oceano Atlantico al largo dell'isola di Ouessant (Ushant in lingua inglese) tra una flotta britannica guidata dall'ammiraglio Augustus Keppel e una forza navale francese agli ordini del viceammiraglio Louis Guillouet d'Orvilliers, nell'ambito dei più vasti eventi della guerra anglo-francese.
La battaglia fu il primo scontro su vasta scala del conflitto tra il nucleo centrale delle opposte flotte, ma a causa di incomprensioni e fraintendimenti tra i comandanti britannici si trasformò in un combattimento confuso e dall'esito incerto.

## Antefatti
Dopo la dichiarazione di guerra della Francia alla Gran Bretagna nel giugno 1778, la Royal Navy britannica riunì nelle acque europee una flotta composta da trenta vascelli, quattro fregate e due brulotti agli ordini dell'ammiraglio Augustus Keppel con insegna sulla HMS Victory, il quale prese il mare il 9 luglio 1778 da Spithead. La contrapposta flotta francese poteva allineare trentadue vascelli, sette fregate, cinque corvette e un lugger sotto il comando del viceammiraglio Louis Guillouet d'Orvilliers il quale era salpato già l'8 luglio 1778 da Brest.
Le unità di Keppel intercettarono la flotta francese a occidente dell'isola di Ouessant poco dopo le 12:00 del 23 luglio; Keppel schierò immediatamente le sue unità in una linea di battaglia e si lanciò all'inseguimento. Intorno alle 19:00 la flotta francese invertì al rotta e iniziò ad avvicinarsi ai britannici; Keppel tuttavia non aveva intenzione di ingaggiare un combattimento notturno, ordinò alle sue navi di allontanarsi dal nemico. La mattina seguente d'Orvilliers scoprì di trovarsi a nord-ovest della posizione della flotta britannica e che questa gli tagliava la via del rientro a Brest, anche se il francese fu in grado di mantenere il vantaggio della posizione di sopravento; due unità francesi, trovatesi sottovento, fuggirono dal luogo dello scontro e ripararono in porto, lasciando d'Orvilliers con una forza di trenta vascelli. Per tre giorni Keppel tentò di attirare in combattimento i francesi ma d'Orvilliers si sottrasse continuamente, mantenendo la sua posizione di sopravento e inoltrandosi al largo verso l'oceano Atlantico.

## La battaglia

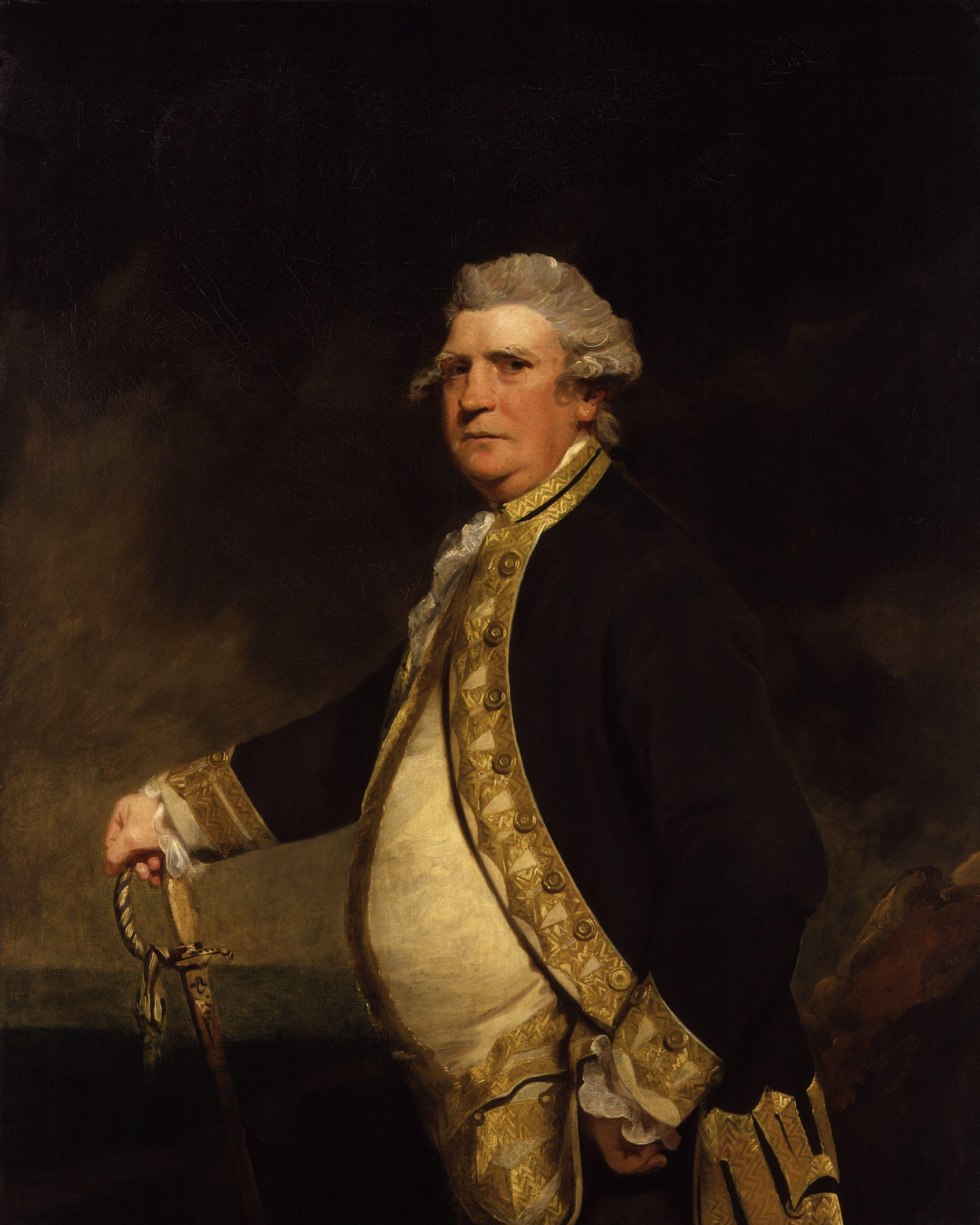
Ritratto di Augustus Keppel del 1779, opera di Joshua Reynolds

Alle 06:00 del 27 luglio, con la flotta britannica che segnava il passo, Keppel diede ordine alla divisione di retroguardia agli ordini dell'ammiraglio Hugh Palliser di procedere in bolina. Verso le 09:00 i francesi, che fino a quel momento avevano navigato nella stessa direzione, a diverse miglia di bolina, piegarono ancora una volta in alto per risalire il vento; mentre le navi più arretrate della linea francese compivano la virata, tuttavia, il vento cambiò direzione permettendo ai britannici di colmare la distanza che li separava dal nemico. Alle 10:15 i britannici si trovavano leggermente sottovento, in linea con la stessa rotta dei francesi; poco dopo, un cambiamento della direzione del vento portò a una burrasca di pioggia che perdurò fino alle 11:00. Un ulteriore cambiamento del vento in direzione sud-ovest diede un vantaggio ai britannici, che d'Orvillers tentò di negare con una manovra delle sue navi: i francesi si ritrovarono quindi a dirigere sui britannici in direzione contraria in una formazione sparpagliata, passando leggermente di bolina.
Le navi francesi si trovavano in alcuni punti fuori dal vento e d'Orvilliers ordinò loro di proceder in bolina, mossa che portò la linea francese a virare un po' lontano dai britannici. La battaglia ebbe inizio verso le 11:20 quando il quarto vascello della linea francese fu in grado di portarsi a tiro del nemico. Keppel, schierato al centro, intendeva trattenere la sua salva di apertura per la nave ammiraglia nemica e ricevette senza rispondere le bordate di sei navi francesi sulla sua ammiraglia Victory; una volta impegnata l'ammiraglia di d'Orvilliers, il vascello da 110 cannoni Bretagne, Keppel procedette quindi a ingaggiare le successive unità della linea francese.

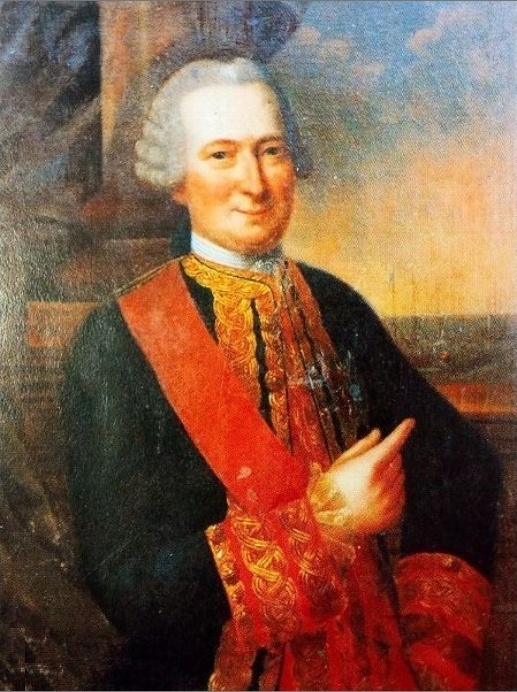
Louis Guillouet d'Orvilliers in un ritratto d'inizio XIX secolo

Quando l'avanguardia britannica superò la parte finale della linea francese, il comandante della formazione ammiraglio Robert Harland ordinò alle sue navi di procedere in modo da tagliare la via alla retroguardia francese. I dieci vascelli della retroguardia britannica agli ordini di Palliser non erano schierati in linea di battaglia ma si trovavano disposti invece in una formazione largamente irregolare, in parte per effetto del precedente ordine di Keppel di distaccarsi dalla formazione e di portarsi in bolina rispetto alle navi francesi; la divisione di Palliser si ritrovò quindi gravemente sparpagliata, cosa che permise ai francesi di attaccarla un pezzo alla volta. Alle 13:00 la Victory superò l'ultima unità della linea francese e tentò di seguire l'avanguardia di Harland, ma era così danneggiata negli alberi e nel sartiame che Keppel dovette strambare e non fu che alle 14:00 che le sue navi si trovarono sulla rotta opposta; fu in quel momento che Palliser, a bordo della HMS Formidable, emerse dalla battaglia, sottovento rispetto alla divisione di Keppel.
Nel frattempo, la linea francese aveva virato e procedeva ora in direzione sud lungo le mure di dritta, minacciando di passare la flotta britannica sottovento. La pratica francese di sparare in alto con i cannoni mirando al sartiame aveva lasciato molte delle navi britanniche disabilitate, e in questo gruppo si trovava lo stesso Keppel il quale stava tentando di trasmettere l'ordine "formate la linea di battaglia". Alle 16:00 la divisione di Harland fu in grado di raggrupparsi e ricongiungersi alle unità di Keppel, ma Palliser non volle o non poté conformarsi agli ordini del suo superiore e le sue navi, fraintendendo le intenzioni di Keppel, formarono una linea dietro la nave del loro comandante, a diverse miglia sopravento dal resto della flotta britannica; d'Orvilliers tuttavia decise di non attaccare i britannici mentre si trovavano divisi in tre sezioni, e continuò nella sua rotta passando la flotta britannica sottovento.
Alle 17:00 Keppel inviò la fregata HMS Fox per ingiungere a Palliser di ricongiungersi al resto della flotta, e quando questi non obbedì all'ordine alle 19:00 Keppel rimosse Palliser dalla catena di comando tramite una serie di segnali individuali inviati alle navi della sua divisione. Quando infine tutte le navi britanniche si furono riunite era ormai notte e, sotto la copertura del buio, la flotta francese si allontanò dal luogo dello scontro. All'alba del giorno seguente i francesi si trovavano ormai a 20 miglia di distanza e, senza più alcuna speranza di riagguantarli, Keppel decise di fare vela per Plymouth per eseguire le necessarie riparazioni alle sue navi.

## Conseguenze
Questo scontro dall'esito piuttosto incerto causò 407 morti e 789 feriti nei ranghi britannici e 126 morti e 413 feriti in quelli francesi. Luigi Filippo II di Borbone-Orléans, Duca di Chartres e principe di sangue reale che aveva preso parte alla battaglia, chiese il permesso di recarsi alla corte di Versailles per recare la notizia dello scontro; il duca arrivò a destinazione nelle prime ore del 2 agosto, e il re Luigi XVI di Francia decise di celebrare la battaglia come una vittoria: il duca stesso fu acclamato come un eroe e ricevette una standing ovation di venti minuti quando si recò più tardi a teatro. Quando infine i rapporti ufficiali dei comandanti francesi circa la battaglia iniziarono ad arrivare a Parigi lo scontro apparve maggiormente nella sua ottica reale, cioè come un combattimento dall'esito incerto e non decisivo; lo stesso duca fu poi accusato da d'Orvilliers di aver frainteso o deliberatamente ignorato l'ordine di ingaggiare il nemico durante lo scontro. Luigi Filippo divenne quindi oggetto di ballate satiriche a Parigi, e il suo imbarazzo per l'accaduto portò quindi alle sue dimissioni dalla marina; la sua richiesta di partecipare alla pianificata invasione della Gran Bretagna per il 1779 fu poi rifiutata dal re.
Una violenta contesa sull'esito dello scontro, esacerbata dai contrasti politici, spezzò in due i comandi britannici; ciò portò all'istituzione di due corti marziali, alle dimissioni di Keppel e a una grave feriti alla disciplina della marina. Keppel comparve davanti alla corte marziale, ma fu assolto dall'accusa di cattiva condotta in azione; Palliser fu oggetto di critiche da parte di un comitato d'inchiesta sull'accaduto, ma la questione naufragò poi in un battibecco tra gli opposti partiti politici.